# Parc de Jeurre
Pour les articles homonymes, voir Jeurre (homonymie).
Le Parc de Jeurre est situé sur la commune de Morigny-Champigny en Essonne en bordure de la route nationale 20.
D'une superficie de 60 hectares, il abrite différentes fabriques démontées dans le parc de Méréville en 1895 et d'autres parties de monuments sauvées de la destruction. Des allées de buis relient les différents lieux.

## Monuments du lieu
- Un château (début du XIXe siècle - domaine privé) : il a été agrandi en 1809, par le comte Mollien, époux d'Adèle Dutilleule, filleule de Louis-César Dufresne de Saint-Léon,
- La maison du portier (1813), au bord de la N20, la ferme de style piémontais (1810-1811), proche du château avec son pigeonnier (1812), élevés par l'architecte Pierre-Nicolas Bénard, puis par Jacques-Charles Bonnard.
- Une sphère armillaire du XVIIe siècle placée sur une colonne de granite rose.
- Le fronton de l'aile gauche du château royal de Saint-Cloud.

### Venant de Méréville
Créées par Hubert Robert pour le marquis de Laborde, banquier de la cour de Louis XV et rachetées en 1895 lors d'une vente du domaine, elles furent implantées à Jeurre dans les années 1896-1897.
- Le Temple de la Piété filiale
- La Laiterie (façade en trompe-l'œil au bout du miroir dans l'axe arrière du château).
- Le Cénotaphe de Cook, sculpture d'Augustin Pajou.
- La Colonne rostrale rappelant l'expédition de La Pérouse ; le marquis de Laborde avait perdu ses deux fils Édouard et Ange Auguste dans la catastrophe de Port-des-Français (Lituya Bay, en Alaska) le 13 juillet 1786, tandis que le naturaliste Jean-Nicolas Dufresne de Saint-Léon avait abrégé son embarquement à Macao.

## Galerie

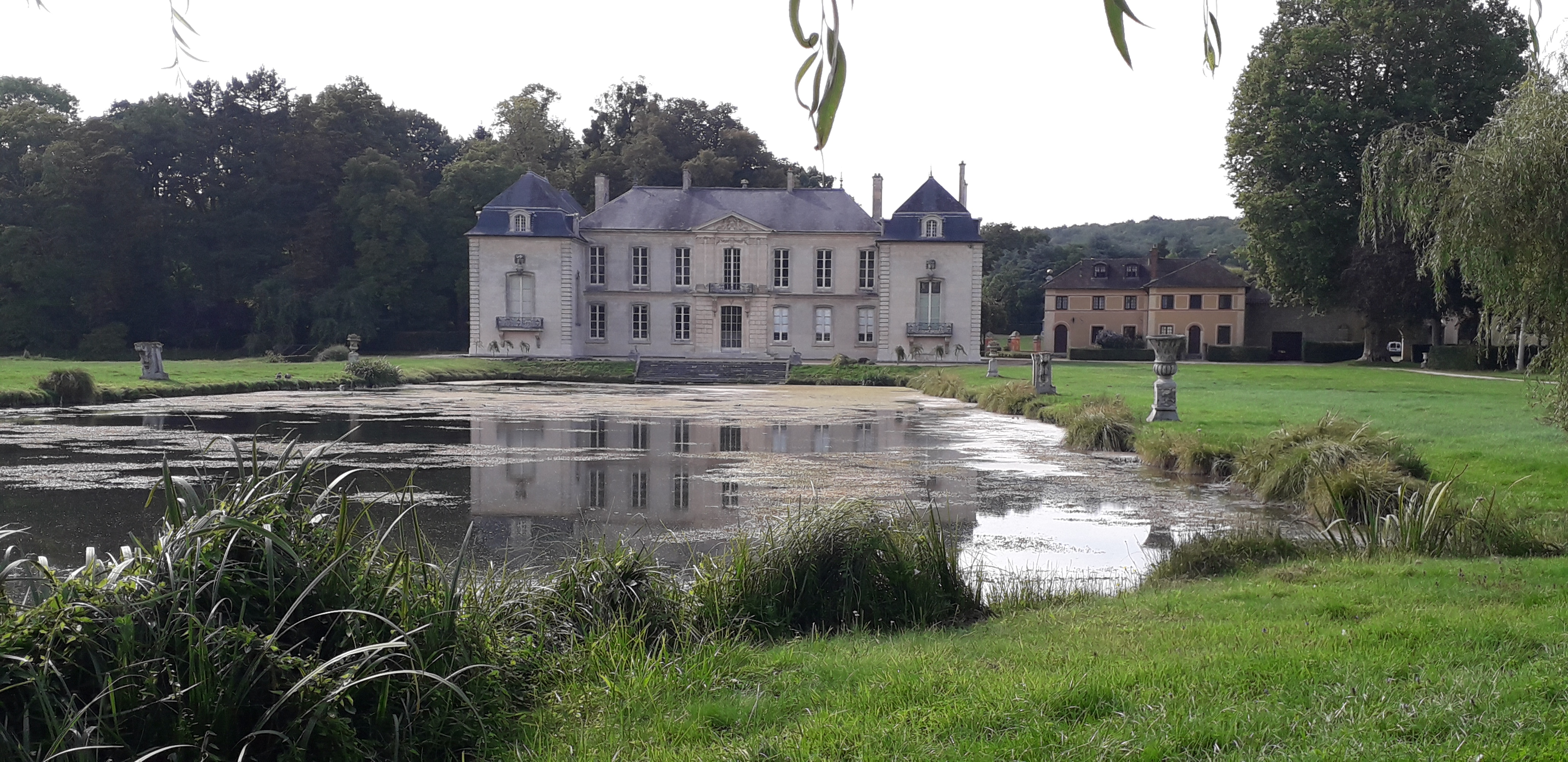
Le Château
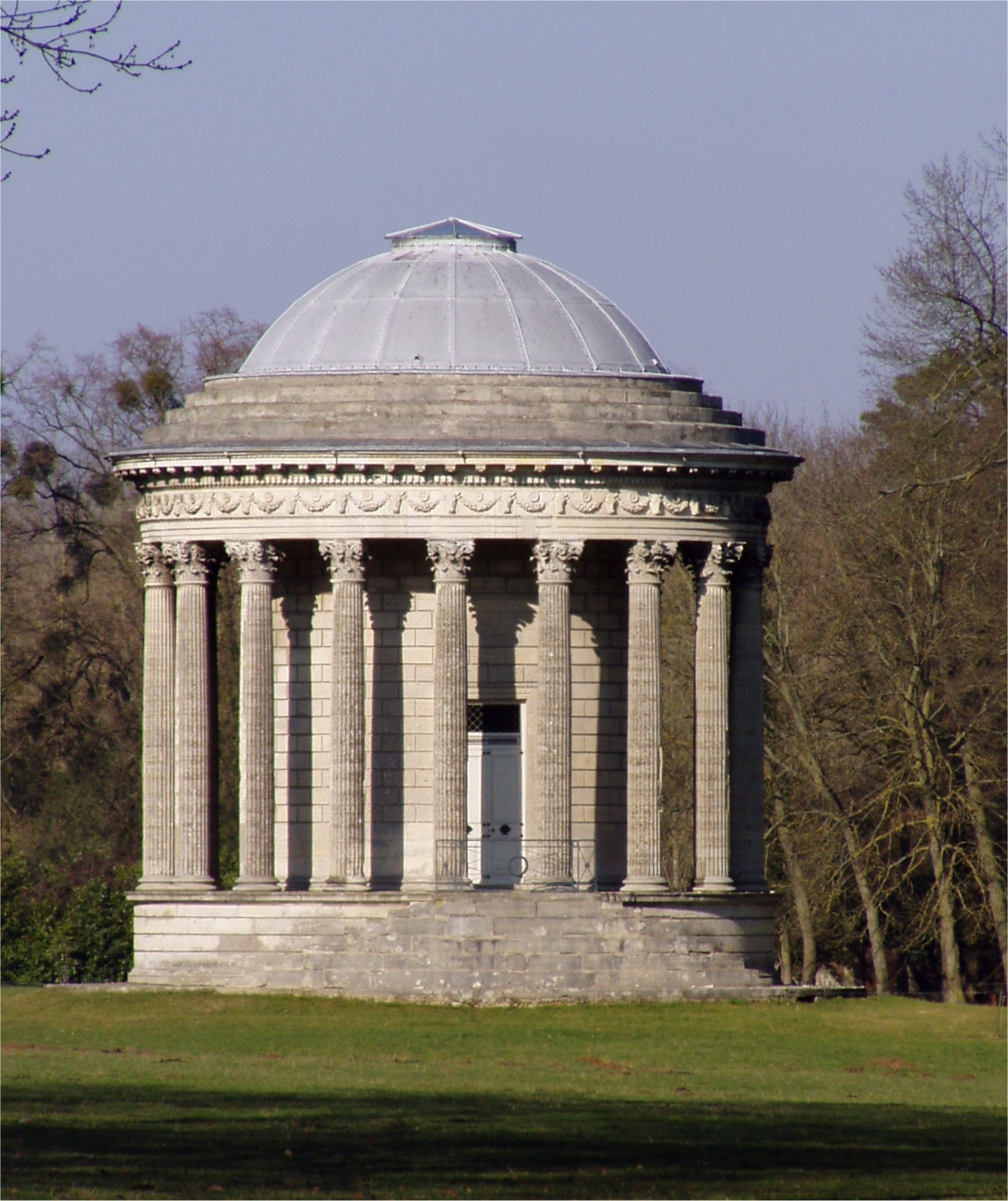
Le Temple de la Piété filiale
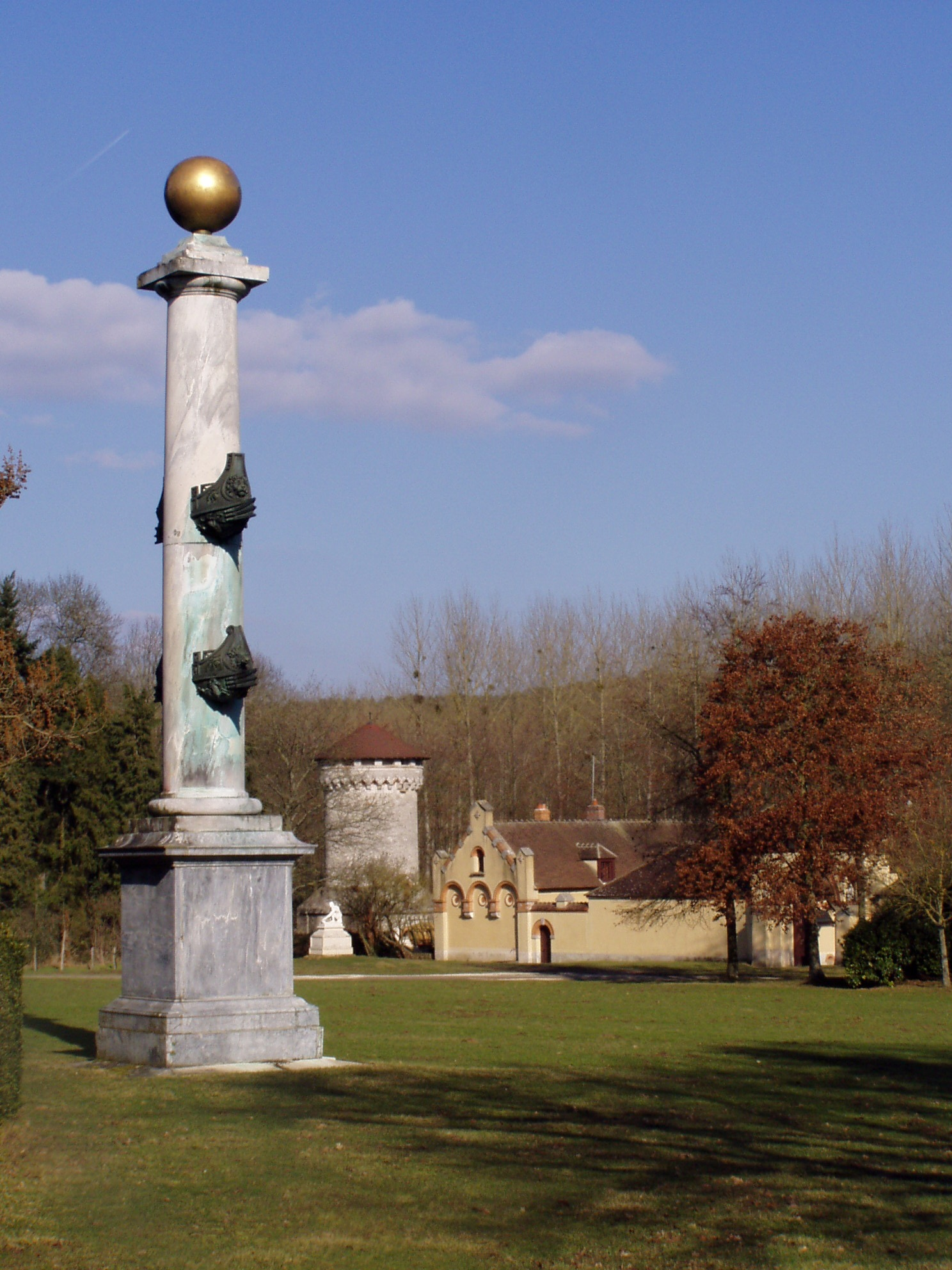
La Colonne rostrale avec en fond, la ferme et le pigeonnier
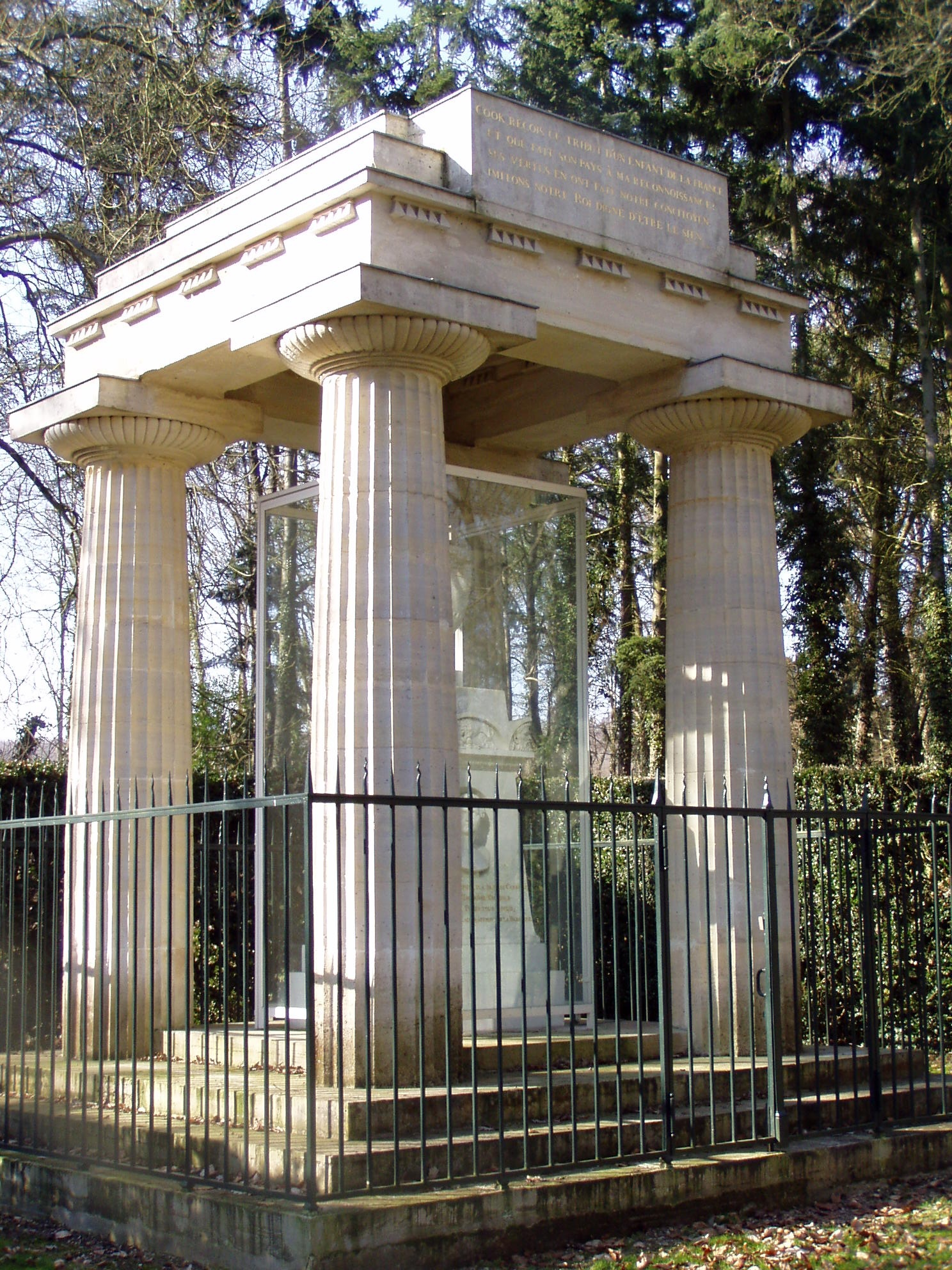
Le Cénotaphe de Cook
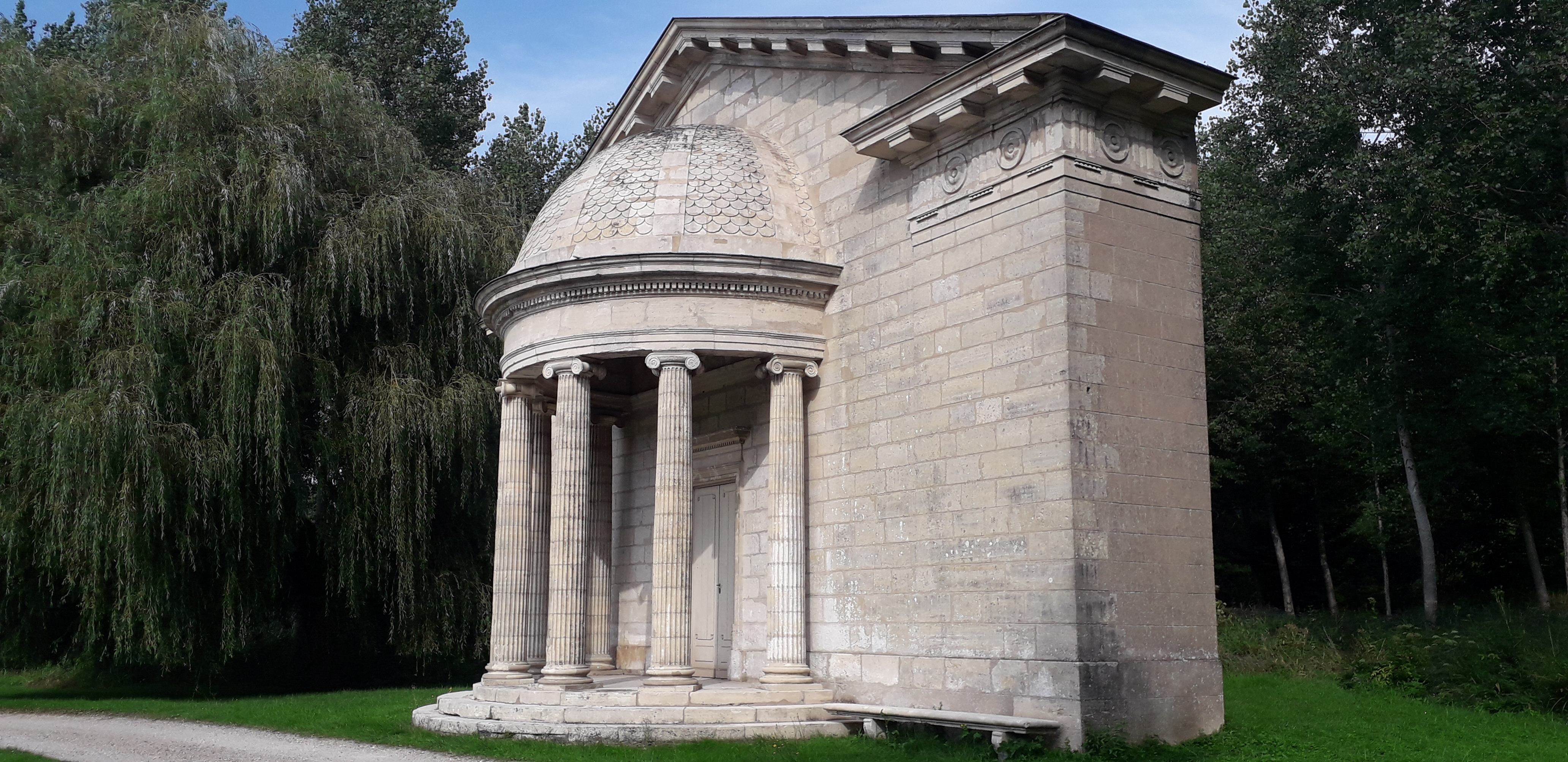
La Laiterie

## Pour approfondir